# Arasbaran-Schutzgebiet

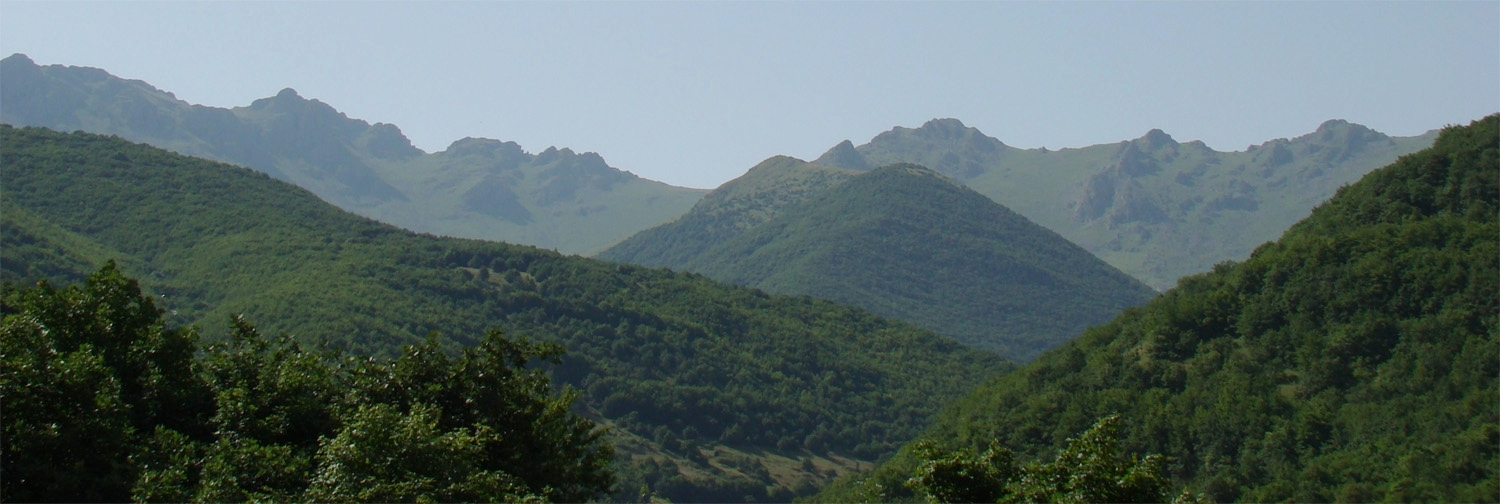
Die Wälder von Arasbaran

Das Arasbaran-Schutzgebiet liegt im Nordwesten des Iran in den südlichen Ausläufern des Kaukasus an der Grenze zu Armenien und Aserbaidschan. Es wurde 1971 auf einer Fläche von 383 Quadratkilometern als Wildreservat gegründet. Heute umfasst das Schutzgebiet beinahe 725 Quadratkilometer und ist Teil eines UNESCO-Biosphärenreservats. Seit 2007 ist das Gebiet auf der Vorschlagsliste des UNESCO-Welterbes.
Seit 1994 wird es von Birdlife International als Important Bird Area geführt.

## Flora und Fauna
Die Berge, die über 2200 m Höhe erreichen, sind mit Wäldern, alpinen Grasländern, Steppen und Felsen bedeckt. Eine Besonderheit unter den Vegetationszonen sind die Wälder, die an Hyrkanische Wälder erinnern, allerdings mehr von kaukasischen Arten dominiert sind. Das Gebiet beherbergt einige Persische Leoparden, die jedoch Nachstellungen durch die Bevölkerung ausgesetzt sind. Vor allem vergiftete Fleischköder, die für Wölfe ausgelegt werden, stellen ein großes Problem dar. Die Bestände an Beutetieren, wie Wildziegen und Armenischen Wildschafen, sind dagegen relativ hoch. Weitere Tiere des Reservats sind beispielsweise Braunbären, Nordluchse und Rehe. Ein Auswilderungsprogramm für Maralhirsche verlief bisher erfolglos. Die Tiere leben derzeit in einem Gehege.

## Benachbarte Schutzgebiete
Wenige Kilometer nordwestlich auf der gegenüber liegenden Seite des Aras-Flusses in Aserbaidschan liegt das Basutchay-Reservat, das direkt an das armenische Shikahogh-Reservat angrenzt.
Etwa 70 km westwärts, auf iranischem Gebiet liegt das 884 Quadratkilometer große Kiamaky-Wildreservat, das eines der am besten geschützten Gebiete im iranischen Kaukasus ist und eine relativ große Zahl der seltenen Persischen Leoparden beherbergt. Noch weiter westlich liegt das 972 Quadratkilometer große Marakan-Schutzgebiet.